# Сиван (город)
Сиван (англ. Siwan) — город в западной части штата Бихар, Индия. Административный центр округа Сиван.

## Этимология
В переводе с языка бходжпури слово сиван означает «граница», так как ранее данная местность представляла собой границу Большого Непала.

## География
Абсолютная высота — 76 метров над уровнем моря.

## Население
По данным на 2013 год численность населения составляет 148 666 человек.
Динамика численности населения города по годам:
| 1991   | 2001    | 2013    |
| ------ | ------- | ------- |
| 83 125 | 109 919 | 148 666 |

## Известные уроженцы
Бывший индийский президент Раджендра Прасад родился в деревне Зерадеи, в 8 км от города Сиван.